# Jack Ü
Џек Ју (енгл. Jack Ü) амерички је електронски ди-џеј дуо, који се састоји од оснивача Мед Десента Дипла и оснивача OWSLA-е Скрилекса, основан 2013. године.
Џек Ју је био гост на Ултра Музичком Фестивалу у Мајамију у 2014. години. Они и певачица Киеза су издали свој први званични сингл "Take Ü There" 17. септембра 2014. године. А 3. фебруара 2015. године, дуо је најавио да ће радити са Миси Елиот на ремиксу песме "Take Ü There". Свој први албум  Skrillex and Diplo Present Jack Ü објавили су 27. фебруара 2015. године.

## Дискографија
Студијски албуми
- (2015)

Синглови
- (са Кајзом) (2014)
- (са Џастином Бибером) (2015)
- (са Алунаџорџом) (2015)

Ремикси
- 7/11 (Бијонсе) (2014)

Продукција
- 16 (Крејг Дејвид) (2016)

## Награде и номинације

### Греми награде
| Година | Номинација                             | Награда                           | Резултат |
| ------ | -------------------------------------- | --------------------------------- | -------- |
| 2016   | Skrillex and Diplo Present Jack Ü      | Најбољи Плесни/Електронски Албум  | Освојено |
| 2016   | "Where Are Ü Now" (with Justin Bieber) | Најбоља Плесна/Електронска Нумера | Освојено |